# Александар Грипич
Александар Сергејевич Грипич (рус. Александр Сергеевич Грипич је руски атлетичар, специјалиста за скок мотком.

## Спортска биографија
На великим међународним такмичењима дебитовао је 2009. освојивши златну медаљу на Универзијади у Београду. Само неколико недеља после овог успеха на Светском првенству у Берлину постиже још један, пето место. У 2010. елиминисан у квалификацијама Светског првенства у дворани у Дохи, а на Европском првенству у Барселони остао је без пласмана, без иједног исправног скока. На Универзијади у Шенџену (2011) освојио је сребрну медаљу. Са репрезентацијом Русије освојио је бронзу у Суперлиги Европског екипног првенства 2011. и сребро 2014.

## Значајнији резултати
| Датум       | Такмичење                                             | Место               | Пласман     | Резултат    | Детаљи                                    |
| Русија      | Русија                                                | Русија              | Русија      | Русија      | Русија                                    |
| Скок мотком | Скок мотком                                           | Скок мотком         | Скок мотком | Скок мотком | Скок мотком                               |
| ----------- | ----------------------------------------------------- | ------------------- | ----------- | ----------- | ----------------------------------------- |
| 2009        | Универзијада                                          | Београд, Србија     |             | 5,60        |                                           |
| 2009        | Светско првенство                                     | Берлин, Немачка     | 5           | 5,75 ЛР     |                                           |
| 2010        | Светско првенство у дворани                           | Доха, Катар         | 13.         | 5,45        |                                           |
| 2010        | Европско екипно првенство у атлетици 2010 — Суперлига | Берген, Норвешка    | 6.          | 5,40        | Архивирано на веб-сајту (6. јун 2012)     |
| 2010        | Европско првенство                                    | Барселона, Шпанија  | БП          | БП          | Архивирано на веб-сајту (9. јун 2012)     |
| 2011        | Европско екипно првенство у атлетици 2011 — Суперлига | Стокхолм, Шведска   |             | 5,60        |                                           |
| 2011        | Универзијада                                          | Шенџен, Кина        |             | 5,75 =ЛР    |                                           |
| 2013.       | Универзијада                                          | Казањ, Русија       | 5.          | 5,75        |                                           |
| 2013.       | Светско првенство                                     | Москва, Русија      | 24.         | 5,40        |                                           |
| 2014        | Европско екипно првенство у атлетици 2014 — Суперлига | Брауншвајг, Немачка |             | 5,62        |                                           |
| 2014        | Европско првенство                                    | Цирих, Швајцарска   | 5.          | 8,0         | Архивирано на веб-сајту (6. фебруар 2015) |

## Лични рекорди
|              | Резултат | Место  | Датум             |
| ------------ | -------- | ------ | ----------------- |
| на отвореном | 5,75     | Берлин | 22. август 2009.  |
| на отвореном | 5,75     | Шенџен | 20. август 2011.  |
| у дворани    | 5,81     | Москва | 19. фебруар 2015. |